# رودي فيلجينهير
رودي فيلجينهير (بالألمانية: Rudi Felgenheier) كان متسابق دراجات نارية ألماني. نافس في سباقات بطولة العالم لفئة 250 سي سي ولفئة 50 سي سي. كما شارك في كأس جزيرة مان السياحية. بدأ المنافسة في بطولة الجائزة الكبرى سنة 1952. أفضل موسم له كان موسم سنة 1952 عندما جاء في المركز الخامس في بطولة العالم لفئة 250 سي سي وفاز فيه بجائزة ألمانيا الكبرى للدراجات النارية. تعرض لإصابات خكيرة أثناء التدريب لكأس جزيرة مان السياحية سنة 1930.